# シャトル・リモート・マニピュレータ・システム

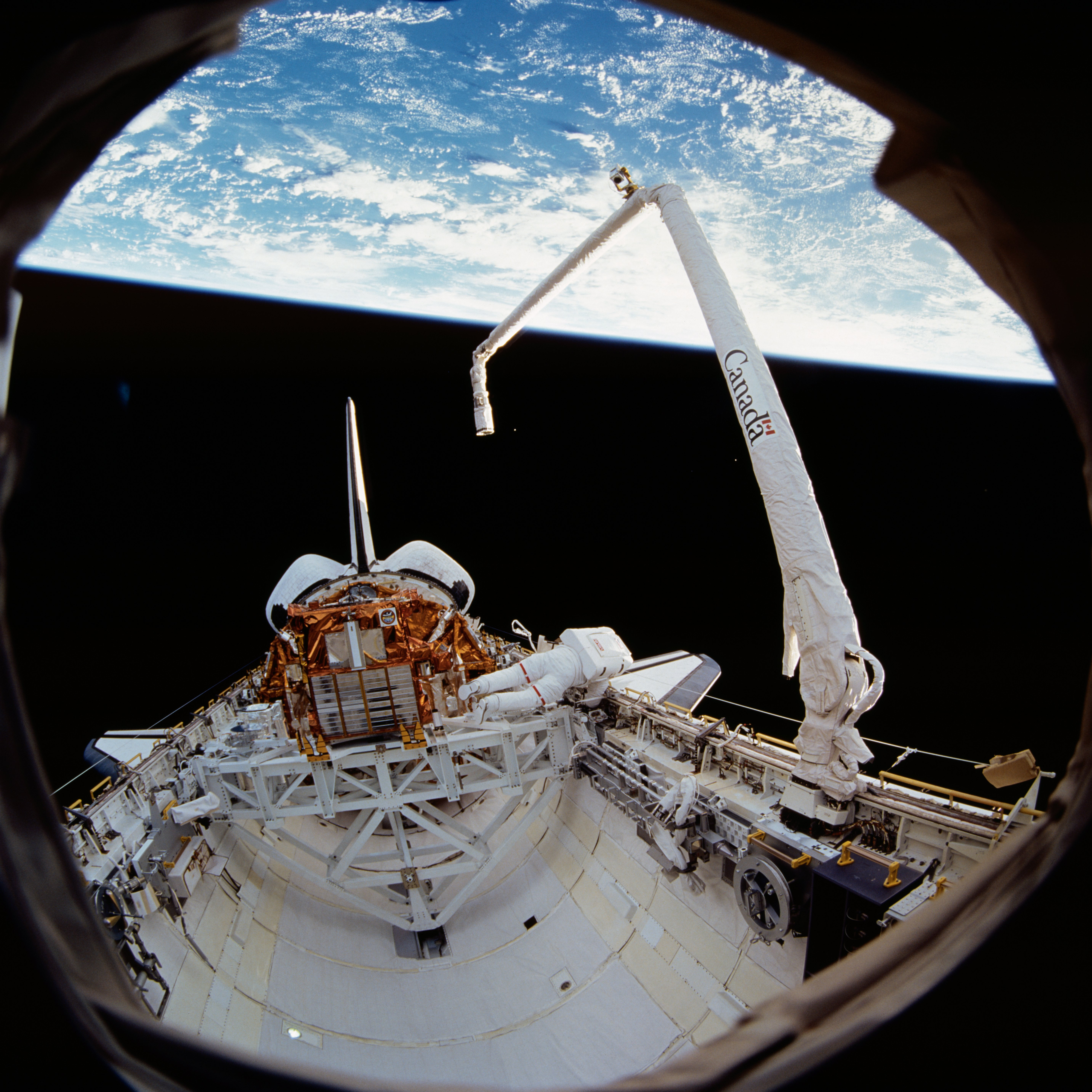
ミッション中のカナダアーム

シャトル・リモート・マニピュレータ・システム（英: Shuttle Remote Manipulator System、SRMS）とは、スペースシャトルに搭載されているロボットアームである。カナダの企業が開発・製造を担当した事からカナダアーム（英: Canadarm 1）とも呼ばれる。シャトルの貨物室から貨物を動かして、所定の位置で放すために使われる。浮遊している貨物を掴んで貨物室に入れて固定することもできる。シャトルの多用途性を支える重要な装備のひとつである。
1981年11月13日に打ち上げられたシャトルの2回目のミッション STS-2 で初めて使われた。STS-107 でのコロンビア号事故の後、アメリカ航空宇宙局 は SRMS にセンサ付き検査用延長ブーム (OBSS) を装備した。これは、熱防護システムの損傷を調べるために、シャトルの外観を調査する装置を乗せたブームである。将来行なわれるミッションのすべてで、SRMS がこの役割を果たすであろうことが期待されている。

## 仕様
SRMS のブームは、長さが15m（50フィート3インチ）、直径は38cm（15インチ）、自由度は6である。重量は410kg（905ポンド）で、全重量は450kg（994ポンド）である。SRMS には6つの関節があり、人間の腕とほぼ同じである。肩は左右と上下、肘は上下、手首は上下と左右と回転ができる。エンドエフェクタは手首の先にあるユニットで、実際に物を掴む部分である。2本の軽量ブームの部分は、上腕、下腕と呼ばれている。上腕は肩と肘の関節に、下腕は肘と手首の関節に接続されている。SRMS はオービタの貨物室のロンジロン（縦通材）にあるアーム保持機構 (MPM) に取り付けられていて、電力とデータ接続も MPM に位置している。

## 性能

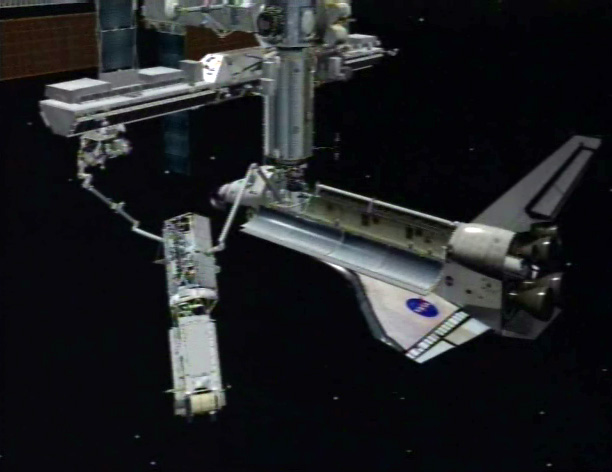
STS-115 で、アトランティスの SRMS が P3/P4 トラスを国際宇宙ステーションのカナダアーム2に渡している

宇宙空間では、SRMS は29トン（65,000ポンド）以上の質量を配置したり回収したりする能力がある。しかし地上では、アーム自体の重量を動かすことさえできない。また高精度の操作が要求されるため動作スピードも低く、傍目には動いているのかどうか判らない程である。 SRMS は、人工衛星を回収・修理・放出したり、船外活動を行なう飛行士のための作業台や足場となったり、搭載したテレビカメラで機体や貨物の表面を見て調べたりすることもできる。
基本的な SRMS の構成は、ロボットアーム、後部飛行デッキにあるディスプレイとコントロールパネルと回転用・並進用のハンドコントローラ、オービタのコンピュータと接続されているロボットアームのインターフェイスからなる。通常、オペレータはコントローラの隣にある宇宙視覚システム (ASVS) スクリーンを見て、自分の行なっている作業を確認することができる。
1人の飛行士が後部飛行デッキの制御端末から SRMS を操作し、通常はもう1人の飛行士がテレビカメラの操作を手伝う。このようにして、後部飛行デッキの窓越しに、あるいは後部飛行デッキにある有線テレビモニター経由で、SRMS の操作をオペレータが見ることができる。

## 開発
SRMS の設計・開発・試験・製造は、カナダの Spar Aerospace 社が行なった。メインの制御アルゴリズムは、トロントにある Dynacon 社に下請けに出された。電子インターフェイス、サーボアンプ、電力調整器は、モントリオールにある CAE Electronics 社が供給した。SRMS のエンドエフェクタは、トロントの Dilworth, Secord, Meagher and Associates 社が担当した。SRMS をオービタの貨物室に取り付けるシステムの設計・開発・試験・製造は、ロックウェル・インターナショナル社の宇宙輸送システム部門が行なった。

## 使用

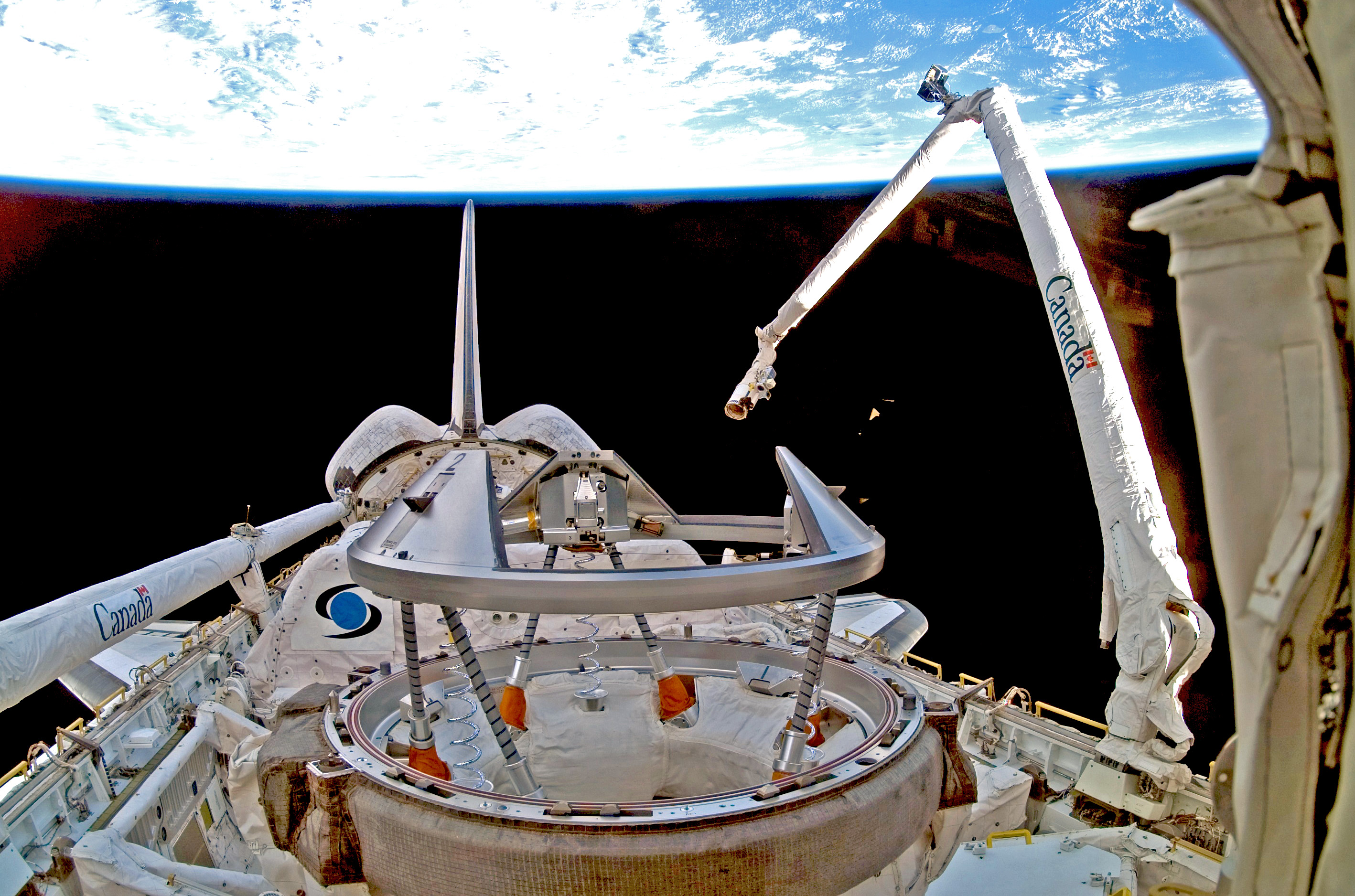
STS-116 のディスカバリーで作動中の SRMS

1981年にコロンビアによる STS-2で初めて使われて以来、SRMS は50回以上のミッションで使われてきた。チャレンジャーで最初に使われたのは1983年のSTS-7である。1985年にはディスカバリーに搭載されてSTS-51-Cで使われた。チャレンジャーに搭載された SRMS は、1986年のチャレンジャー号爆発事故で喪失した。アトランティスではSTS-27で、エンデバーではSTS-49（エンデバーの初飛行でもある）で使われた。
カナダアーム2が国際宇宙ステーションに取り付けられてからは、ステーションの組み立て部材が SRMS からカナダアーム2に渡されるようになった。2つのアームが縦に並んだ様子は、メディアから「カナダ人の握手」のニックネームが付けられた。
コロンビア号事故の以降、打ち上げ時に耐熱シールドが損傷していないか OBSS で調べるために、シャトルの飛行では必ず SRMS が使われるようになった。